# Vexillarius

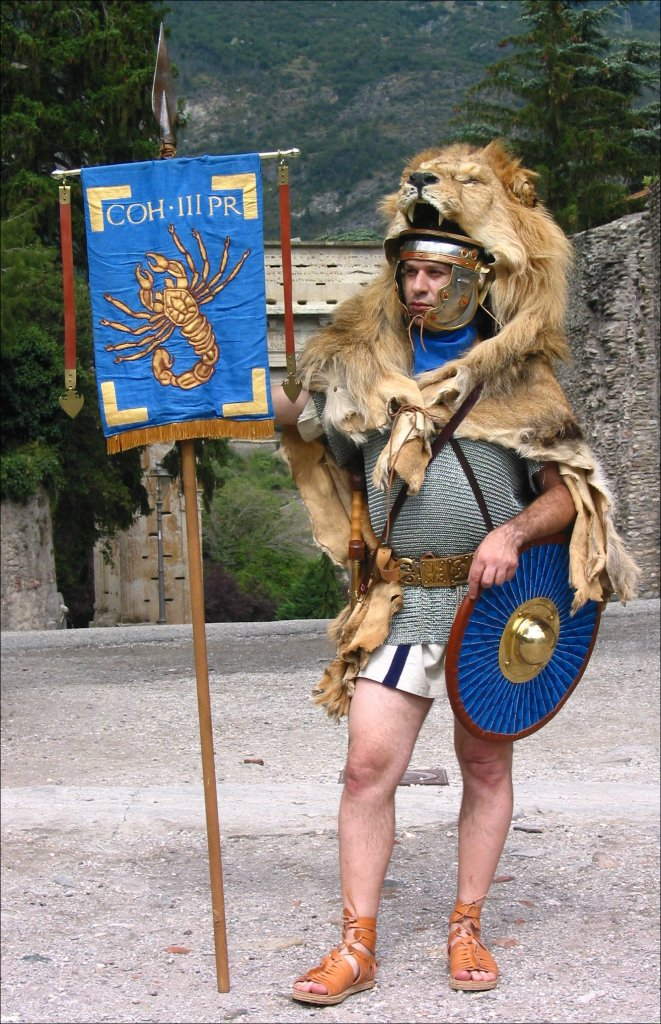
Representació d'un vexillarius.

El vexillarius va ser una classe de signifer que servia en temps de l'antiga Roma a les legions. Cada legió en portava un. El deure del vexillarius era portar el Vexillum, l'estendard militar en el qual figuraven el nom i l'emblema de la legió en què servien. El Vexillum consistia en una tela penjada d'un pal o llança. S'emprava tant en unitats d'infanteria com de cavalleria.
També identificava un vexillatio o destacament d'una legió quan, per no deixar el campament sense vigilància al llarg de les fronteres romanes, només una part de la legió participava en una campanya militar. El vexillatio es formava per una decisió oficial, i es posava sota les ordres de l'oficial del seu nou destí. Se suposa que també tenien vexillarius les tropes auxiliars.